# Raoultov zakon
Raoultov zakon glasi: tlak para otapala, koje se nalazi u ravnoteži s razrijeđenom otopinom, izravno je proporcionalan molnom udjelu otapala u datoj otopini:
{\displaystyle p=x\cdot p_{o}}
- p - parcijalni tlak pare otapala
- x - molni udio otapala u otopini
- po - parcijalni tlak pare čestica otapala